# Orasema coloradensis
Orasema coloradensis är en stekelart som beskrevs av Wheeler 1907. Orasema coloradensis ingår i släktet Orasema och familjen Eucharitidae. Inga underarter finns listade i Catalogue of Life.